# Mein Schatz, komm mit ans blaue Meer
Mein Schatz, komm mit ans blaue Meer ist eine deutsche Filmkomödie von Rudolf Schündler aus dem Jahr 1959.

## Handlung
Die Jugendzeitschrift Bravo hat beim Gewinnspiel Mein Schatz, komm mit ans blaue Meer zwei Gewinnerinnen ermittelt: Die Hausfrau Hansi Brammer und Lilo Fischer, Mitarbeiterin in einem Schönheitssalon. Beide haben eine Reise im Wohnwagen von München nach Italien gewonnen. Wenn sie in drei Wochen mit dem Wohnwagen nach Italien und zurück reisen, gewinnen sie zusätzlich 10.000 Mark. Die Bedingung ist, dass der Wohnwagen immer von fremden Autos gezogen wird und die beiden Frauen auf der Reise verschiedene Aufgaben bewältigen. Beide nehmen die Herausforderung an. Zur Berichterstattung und Kontrolle werden sie von Bravo-Redakteurin Dr. Karin Beer begleitet. LKW-Fahrer Bubi Hanemann, der im Publikum sitzt, hat sich sofort in Hansi verliebt und beschließt, der Gruppe auf dem Weg nach Italien zu folgen, muss er doch selbst eine Lieferung nach Ravenna bringen.
Lilo, Hansi und Karin werden zunächst von einem älteren Herrn mitgenommen, der jedoch vor allem ein Auge auf Lilo geworfen hat. Auf halber Strecke suchen sie sich einen neuen Autofahrer, der den Wohnwagen anhängen könnte. Während Hansi auf Bubi trifft, der sie mit nach Salzburg nehmen würde, ist Lilo vor allem daran interessiert, auf der Reise einen Millionär kennenzulernen. So wird sie auf Martin Exel aufmerksam, der einen wertvollen Wagen fährt und die Gruppe mit nach Salzburg nimmt. Lilo weiß nicht, dass Martin in Wirklichkeit nur der Mechaniker des Hotelketteninhabers Paul Marzez ist. Martin erkennt, dass Lilo ihn für einen reichen Mann hält, und Paul stimmt zu, das Spiel mitzuspielen. In Salzburg lernt Lilo nun auch Paul kennen und weiß nicht, für welchen der beiden reichen Männer sie sich entscheiden soll. Eine erste Aufgabe, innerhalb von zwölf Stunden zehn Mark zu verdienen, lösen Lilo und Hansi mit Tätigkeiten als Babysitter, Autowäscherin und Fremdenführerin. Hansi sieht bei ihrer Arbeit Bubi wieder und beide gestehen sich ihre Liebe.
Weiter geht die Reise an den Comer See. Lilo sieht Paul wieder, der vorgibt, nur ein einfacher Mechaniker zu sein. Lilo ignoriert ihn von nun an und entscheidet sich für Martin. Paul hat längst Interesse an Karin, die seine Maskerade jedoch durchschaut und enttäuscht ist, dass er auch vor ihr darauf besteht, Mechaniker zu sein. Sie wendet sich von ihm ab, doch versöhnen sie sich, als sich Paul bei ihr entschuldigt. Lilo wiederum erkennt, dass sie Martin trotz seines Status liebt. Pauls Cousine Annabelle, die als Sängerin arbeitet, lernt in Italien den jungen Tommy kennen, der seiner Liebe Lilo nachgefahren ist, bei ihr mangels Reichtum jedoch nie eine Chance hatte. Auch Annabelle und Tommy verlieben sich und werden ein Paar – privat wie auf der Bühne.
Weitere Gewinnspielaufgaben – eine Nacht im Gefängnis verbringen und barfuß, singend und mit verbundenen Augen einen verkehrsreichen Platz überqueren – schaffen beide Frauen, indem sie eine Schlägerei in einer Bar anzetteln und den Markusplatz in Venedig aufsuchen. Am Ende wird nur die rechtzeitige Rückkehr nach München schwierig, wird ihr Wohnwagen doch verwechselt und von einem amerikanischen Transportflieger nach Flensburg gebracht. Armee-Angehörige bringen den Wagen nach München und die beiden Frauen treffen schließlich rechtzeitig ein.

## Produktion
Mein Schatz, komm mit ans blaue Meer wurde unter anderem in Salzburg und in Venedig gedreht.  Die Kostüme schuf Helga Billian, die Filmbauten stammen von Bruno Monden. Der Film lief am 22. Dezember 1959 in den bundesdeutschen Kinos an.
Im Film werden diese Lieder gesungen:
- Danny Mann – Weil ich noch jung bin
- Ted Herold – Küss mich
- Honey Twins – Du
- Die Blauen Jungs – So lang du einen Freund hast
- Günther Frank – Oh Annabella
- Gus Backus – Thank You
- Günther Frank & Danny Mann – Liebe auf den ersten Blick

Es spielte dabei das Orchester Max Greger; es tanzten Heino Hallhuber und John Schapar. Als Conferencier der Bravo-Show ist Camillo Felgen zu sehen, der zu der Zeit bei Radio Luxemburg arbeitete.

## Kritik
Der film-dienst nannte Mein Schatz, komm mit ans blaue Meer eine „seichte Lustspielreise ohne inszenatorische Qualitäten“, die vor allem der Werbung für die Bravo diene. „Banaler Ringelreigen“, fand Cinema.